# العلاقات الجزائرية الدومينيكية
العلاقات الجزائرية الدومينيكية هي العلاقات الثنائية التي تجمع بين الجزائر ودومينيكا.

## مقارنة بين البلدين
هذه مقارنة عامة ومرجعية للدولتين:
| وجه المقارنة                                              | الجزائر                      | دومينيكا              |
| --------------------------------------------------------- | ---------------------------- | --------------------- |
| المساحة (كم2)                                             | 2.38 مليون                   | 751                   |
| عدد السكان (نسمة)                                         | 38.81 مليون                  | 73.92 ألف             |
| الكثافة السكانية (ن./كم²)                                 | 16.31                        | 9.84 ألف              |
| العاصمة                                                   | الجزائر                      | روسو                  |
| اللغة الرسمية                                             | اللغة العربية، لغات أمازيغية | لغة إنجليزية          |
| العملة                                                    | دينار جزائري                 | دولار شرق الكاريبي    |
| الناتج المحلي الإجمالي (بليون دولار)                      | 170.37 مليار                 | 562.54 مليون          |
| الناتج المحلي الإجمالي (تعادل القوة الشرائية) بليون دولار | 582.63 مليار                 | 789.63 مليون          |
| الناتج المحلي الإجمالي الاسمي للفرد دولار أمريكي          | 4.21 ألف                     | 7.12 ألف              |
| الناتج المحلي الإجمالي للفرد دولار أمريكي                 | 14.19 ألف                    | 10.88 ألف             |
| مؤشر التنمية البشرية                                      | 0.745                        | 0.724                 |
| رمز المكالمات الدولي                                      | +213                         | +1767                 |
| رمز الإنترنت                                              | .dz                          | .dm                   |
| المنطقة الزمنية                                           | ت ع م+01:00                  | 00، توقيت أطلنطي موحد |

## منظمات دولية مشتركة
يشترك البلدان في عضوية مجموعة من المنظمات الدولية، منها:
| علم المنظمة | اسم المنظمة                        | تاريخ انضمام الجزائر | تاريخ انضمام دومينيكا |
| ----------- | ---------------------------------- | -------------------- | --------------------- |
|             | مؤسسة التنمية الدولية              | 26 سبتمبر 1963       | 29 سبتمبر 1980        |
|             | يونسكو                             | 15 أكتوبر 1962       | 9 يناير 1979          |
|             | وكالة ضمان الاستثمار متعدد الأطراف | 4 يونيو 1996         | 7 أكتوبر 1991         |
|             | الأمم المتحدة                      | 8 أكتوبر 1962        | 18 ديسمبر 1978        |
|             | الاتحاد البريدي العالمي            | ?                    | ?                     |
|             | البنك الدولي للإنشاء والتعمير      | 26 سبتمبر 1963       | 29 سبتمبر 1980        |
|             | الاتحاد الدولي للاتصالات           | 3 مايو 1963          | 28 أكتوبر 1996        |
|             | منظمة حظر الأسلحة الكيميائية       | ?                    | ?                     |
|             | مؤسسة التمويل الدولية              | 23 سبتمبر 1990       | 29 سبتمبر 1980        |
|             | منظمة التجارة العالمية             | ?                    | ?                     |
|             | منظمة الشرطة الجنائية الدولية      | ?                    | ?                     |

## وصلات خارجية
- موقع وزارة الخارجية الجزائرية